# Macinec
Macinec (mađarski Miksavár) je mjesto u Međimurskoj županiji, u općini Nedelišće. Sjedište je poštanskog ureda, broja 40306. Prema popisu stanovnika iz 2011. ima 585 stanovnika.

## Stanovništvo
| broj stanovnika | 270   | 323   | 338   | 381   | 475   | 468   | 431   | 518   | 581   | 590   | 650   | 625   | 599   | 615   | 618   | 585   | 484   |
|                 | 1857. | 1869. | 1880. | 1890. | 1900. | 1910. | 1921. | 1931. | 1948. | 1953. | 1961. | 1971. | 1981. | 1991. | 2001. | 2011. | 2021. |

## Gospodarstvo
U naselju posluje metaloprerađivačka tvrtka "Centrometal", a stanovništvo se bavi pretežno poljodjeljstvom i stočarstvom. Godine 2020. osnovan je Centar za uzgoj i zaštitu međimurskog konja (CUJZEK).